# Aspila clarissima
Aspila clarissima là một loài bướm đêm trong họ Noctuidae.